# Ravine Grassa
Die Ravine Grassa (auch: Ravine Grasse) ist ein kurzer Fluss an der Südküste von Dominica im Parish Saint Mark. Zusammen mit der Ravine Crabier handelt es sich um die südlichsten Bäche auf Dominica.

## Geographie
Die Ravine Grassa entspringt am Gipfel des Morne Crabier, eines Vulkankegels im größeren Krater von Soufrière. Sie entsteht aus zahlreichen kleinsten Bächen, fließt nach Südwesten und mündet nach nur 800 Metern an der Südspitze von Dominica in das Karibische Meer (Martinique-Kanal).